# Droga wojewódzka 146
Die Droga wojewódzka 146 (Abkürzung: DW 146) ist eine Woiwodschaftsstraße im Nordwesten Polens und verläuft in West-Ost-Richtung innerhalb der Woiwodschaft Westpommern. Bei einer Gesamtlänge von 31 Kilometern verbindet sie den Osten des Powiat Goleniowski (Kreis Gollnow) mit dem Powiat Łobeski (Kreis Labes) sowie die Woiwodschaftsstraße 106 mit den Woiwodschaftsstraßen 144 und 147.

## Ortschaften entlang der Strecke
- Jenikowo
- Wrześno
- Wojtaszyce
- Krzemienna
- Dobra
- Mieszewo
- Siedlice
- Rekowo
- Strzmiele